# Administració provincial romana
L'administració provincial romana es va crear quan la Primera Guerra Púnica va portar a l'expansió del territori de Roma, bàsicament a les illes mediterrànies. A l'antiga Roma, una província era la unitat territorial i administrativa bàsica i, fins a la Tetrarquia (als voltants del 296), més gran de les possessions territorials de l'Imperi fora de la península Itàlica.
Les províncies eren normalment governades per polítics de rang senatorial, sovint antics cònsols o antics pretors. Una excepció més tardana va ser la província romana d'Egipte, adquirida per August després de la mort de Cleòpatra VII: era regida exclusivament per governadors de rang eqüestre, potser per a desencoratjar les ambicions senatorials. Aquesta divergència d'Egipte, tot i ser única, no contravenia la llei romana, ja que Egipte era considerat propietat privada d'August, seguint la tradició dels reis hel·lenístics temps abans.
A principis de cada any, les províncies eren repartides als seus futurs governants per mitjà d'un sorteig o d'un nomenament. Sovint es donaven les províncies on hi havia més problemes dels esperats (rebel·lions, invasions bàrbares...) als cònsols, que tenien el més gran prestigi i més experiència, mentre que la resta eren atribuïdes als pretors i propretors. La distribució de les legions a les províncies també depenia del perill que hi havia a cadascuna d'elles. L'any 14, per exemple, la província de Lusitània no tenia una legió permanent però la Germània Inferior, en què la frontera del Rin encara no havia estat pacificada, tenia una guarnició de quatre legions. Aquestes províncies problemàtiques eren les més desitjades pels futurs governadors. Els problemes comportaven guerra, i la guerra era una oportunitat de saquejar ciutats, fer presoners per a vendre'ls com a esclaus i enriquir-se.

## Administració provincial republicana

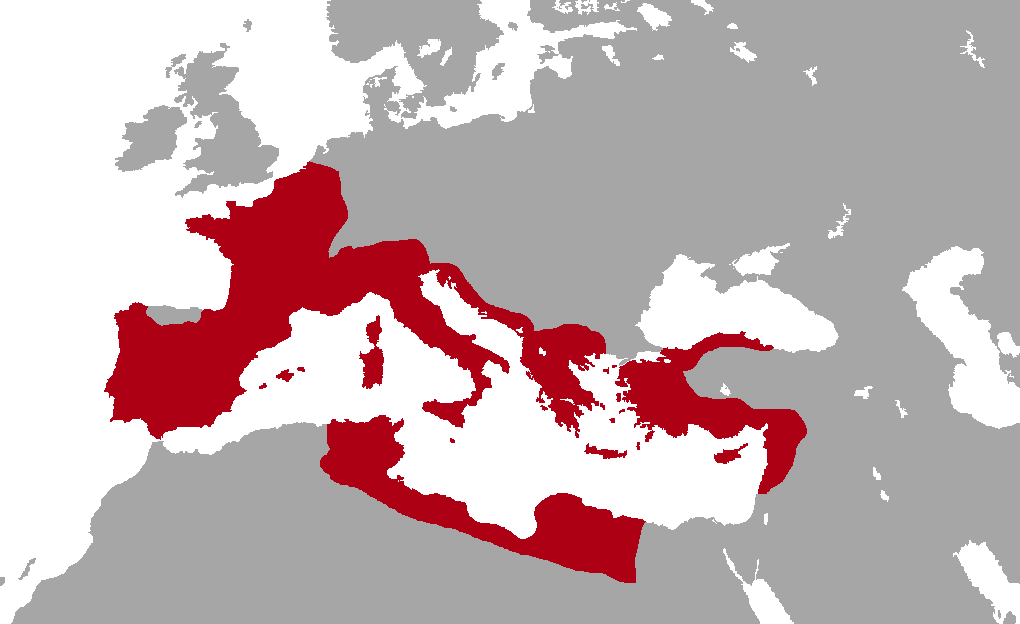
Territoris sota domini de la República Romana a les darreries del període Republicà vers el 44 aC.

El terme provincia es referia originalment a una tasca o deure dins l'estat romà. Durant la República Romana, els magistrats eren elegits per un període d'un any, i als que servien fora de la ciutat de Roma, com ara els cònsols en campanya, se'ls assignava una província particular (una àrea d'autoritat). El terme no va adquirir un sentit territorial fins que Roma va començar a expandir-se més enllà d'Itàlia durant la Primera Guerra Púnica, i les primeres províncies permanents, Sicília i Sardenya, van ser establertes el 241 aC i el 237 aC, respectivament.
Al principi els dos cònsols tenien la responsabilitat de l'administració. Els qüestors itàlics eren considerats auxiliars dels cònsols. A les illes (Còrsega i Sardenya i Sicília) es van establir qüestors particulars dependents dels cònsols, però el sistema no va funcionar. Es va fer precís buscar una nova figura jurídica que administrés els territoris provincials.
Una institució que funcionava adequadament era la del Pretor de Roma, encarregat dels assumptes judicials. El pretor tenia jutges delegats en els districtes allunyats (anomenats propretors) que s'encarregaven dels assumptes principals, mentre els assumptes menors eren responsabilitat d'uns jutges menors d'àmbit local.
Basats en la figura del propretor es va establir la figura d'un delegat del cònsol en cada província, anomenat pretor provincial o bé procònsol o propretor provincial, que governava un territori exterior (anomenat província) per "delegació del poble de Roma".
El procònsol tenia una alt rang dins de les magistratures romanes, venint després del cònsol. El seu rang era equivalent al del pretor però ho exercia sobre un territori determinat (la província), mentre que les funcions del pretor abraçaven la totalitat del territori de la República. Als procònsols se'ls exigia sobrietat i probitat.
El procònsol era alhora general, administrador i jutge suprem a la seva província, i reunia a les seves mans totes les funcions que antigament havien tingut els cònsols i que ara estaven repartides entre els Cònsols, el Pretor, el Censor, els Edils Curuls, els Tres Viri Nocturni, els Tribuns del Poble i el Cap de la Cavalleria. Únicament les qüestions financeres de la província escapaven al seu Imperium (poder), ja que per portar-les a terme es creà la figura del qüestor provincial o proqüestor, que depenia directament del Senat de Roma.
Com els procònsols eren verdaders "monarques" de la seva província, el seu poder absolut portà sovint a la corrupció; exigien "donatius voluntaris" a les ciutats, i altres pràctiques il·legals. Quan viatjaven podien sol·licitar allotjament gratuït i fer algunes requises, el que va donar lloc a abusos i exaccions. Com per necessitats del servei o de la seva gent, o, en cas de guerra, i també per necessitats dels soldats, podien exigir grans a preus moderats, això es va convertir en una font d'exaccions injustes. Finalment els procònsols exigien recursos per sufragar les festes populars romanes. El Senat va establir limitacions el 171 aC, però els magistrats corruptes rares vegades foren jutjats.
Les ciutats que eren sotmeses perdien la seva independència per establir tractats amb altres ciutats o Estats, i per fer la guerra o la pau; els seus ciutadans no podien adquirir territoris fora de la seva ciutat, i probablement tampoc podrien casar-se fora d'ella. Els ciutadans no podien portar armes menys per ordre expressa del procònsol. La moneda romana no va ser imposada, però tenia curs legal.
En cada ciutat sotmesa es va tendir a afavorir l'accés al poder en els Consells locals de l'aristocràcia. Roma podia trametre a les ciutats a ciutadans romans o dels territoris sotmesos, sense limitació.
El cens quinquennal, seguint el model romà, va ser establert per a totes les ciutats.
Cada ciutat tenia fixat un contingent que havia de facilitar a l'exèrcit regularment.
Els impostos establerts eren el delme de les collites i productes de la terra, i una vintena part del valor de les mercaderies que passaven pel territori en qüestió, tant per entrar com per sortir (postoria). Algunes de les ciutats eren immunes, això és que rebien immunitat per escapar-se d'aquests impostos. A altres, al costat de la immunitat o exempció d'impostos se'ls va concedir el rang de ciutats sense sufragi o altres nivells de drets.
Al costat de les ciutats sotmeses en els seus diversos graus, estaven les ciutats que gaudien de la ciutadania romana, i les colònies de dret llatí. La majoria de les colònies de dret llatí es van fundar al nord d'Itàlia, perquè aquesta regió, encara que era zona provincial, es considerava dins del mateix àmbit geogràfic italià que Roma. Des del 238 aC al 221 aC els establiments i assentaments romans es van dirigir principalment a aquesta zona. Després la Segona Guerra Púnica va interrompre el procés, i va portar als romans a Hispània.
Els primers procònsols de la Hispània Citerior van tenir la missió de pacificar el país i van actuar més com caps militars que com caps polítics.
La pertinença a un territori, en aquest cas una província, no constituïa cap situació jurídica, car la condició de la persona en el dret romà, no estava lligada al territori, sinó a una ciutat. En efecte el dret romà efectua els "contractes" o pactes, amb ciutats o bé amb grups assimilables a una ciutat (aquest contracte, conegut per foedus, establia l'autonomia local i les prestacions a les quals estava sotmesa la ciutat; quan es tractava d'una ciutat colonial, es regia per la Lex Colònia, normalment amb dret llatí, encara que amb tendència a assimilar-se de ple dret, menys en cas de rebel·lió que la seva situació podia empitjorar).
Se sap que l'establiment romà a províncies va comportar la creació d'un ager publicus important (fins aleshores el ager public era sol una petita part del territori conquistat). Sobre aquest ager provincial s'establiran més tard les noves colònies. Alguns d'aquests terrenys foren arrendats per a pastures o camps de cultiu (l'arrendatari havia de pagar el 10% del producte). Quan en el ager existeixen boscos, mines, ports, salines, etc. la seva explotació era confiada a uns intermediaris (Publicani). Les mines d'Hispània van ser arrendonades aproximadament a partir del 178 aC.

## Administració provincial durant l'Imperi Romà

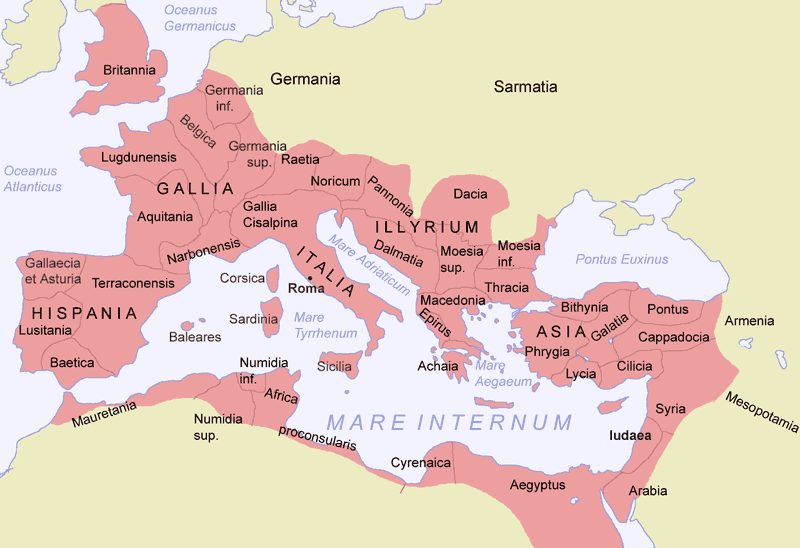
Mapa de l'Imperi Romà, amb les províncies, després del 120.

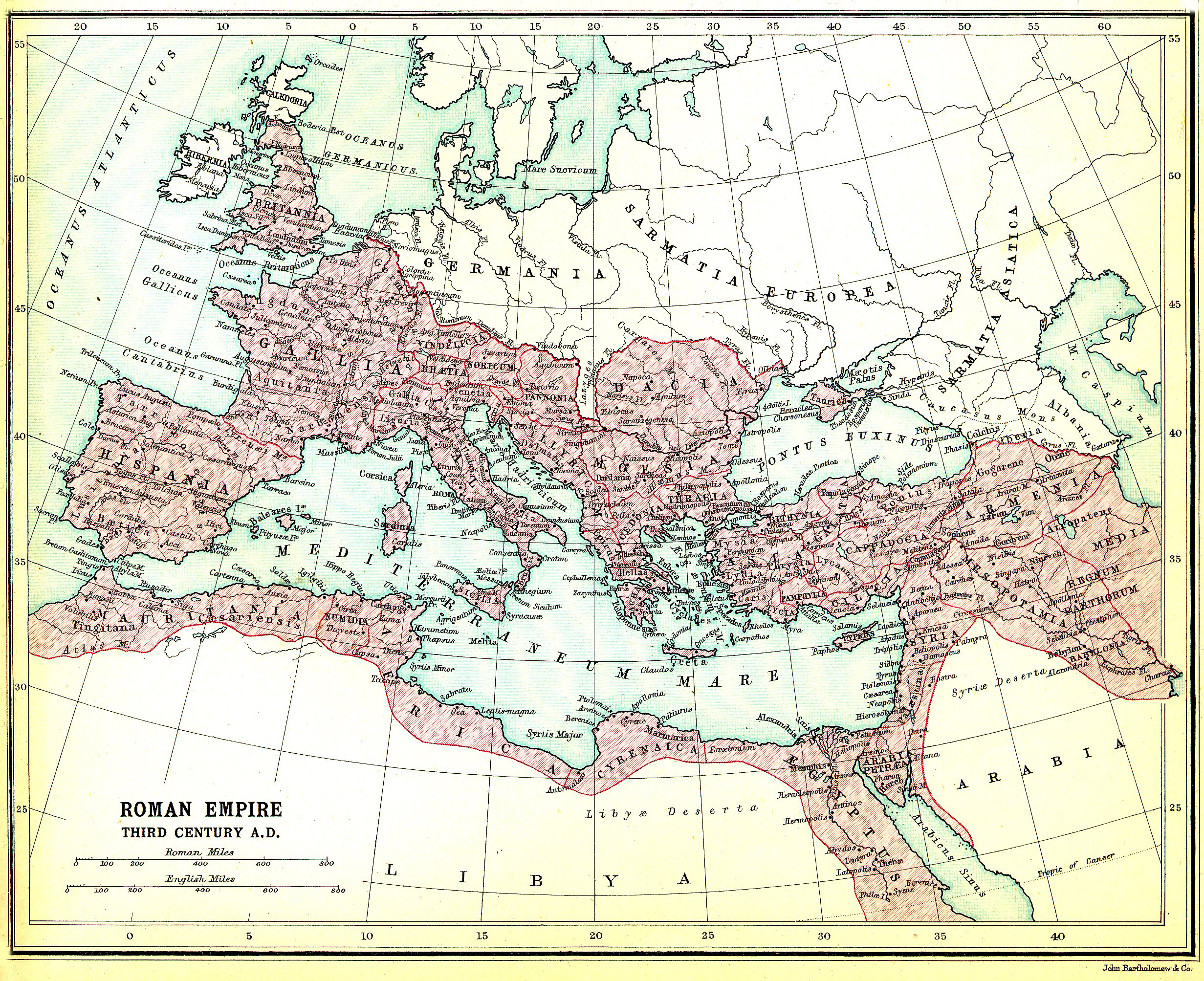
Divisió administrativa de l'Imperi Romà durant el dC.

L'administració provincial a l'Imperi Romà evolucionà de la situació republicana adaptant-se al creixement de l'imperi. Durant la República existia un delegat del cònsol a cada província, anomenat pretor provincial o bé procònsol o propretor, que governava un territori exterior (anomenat província) per "delegació del poble de Roma". El procònsol era alhora general, administrador i jutge suprem en la seva província, i reunia a les seves mans totes les funcions que antigament havien tingut els cònsols (després repartides entre els cònsols, el pretor, el censor, els edils curules, els tres Viri Nocturni, els tribuns del poble i el cap de la cavalleria). Únicament les qüestions financeres de la província escapaven al seu Imperium, ja que per portar-les a terme estava la figura del qüestor provincial o proqüestor, que depenia directament del Senat.
Sul·la va atribuir als cònsols totes les facultats administratives no reservades a altres magistrats i en algunes províncies tenia atribucions militars en casos excepcionals, mentre que l'administració judicial corresponia als procònsols o pretors provincials (que per això s'anomenaren sovint propretors), que moltes vegades exercien el comandament militar per delegació dels cònsols. Així una província era governada per un cònsol en funcions (govern militar) i un pretor provincial (govern civil), que una vegada acabat el seu mandat, continuaven en el seu càrrec amb pròrroga, moment en què eren procònsols (govern militar) o propretors provincials (govern civil). Els càrrecs sortints rebien el comandament de les províncies i així els cònsols sortints rebien el comandament en algunes províncies (procònsols provincials, govern civil, corresponent el militar al cònsol en funcions o al mateix procònsol segons decisió del Senat) de la mateixa manera que els pretors estatals sortints (que passaven a ser propretors provincials amb el govern civil, corresponent el militar als cònsols en funcions).
En el primer any els cònsols (que eren dos) i els pretors (que eren vuit) governaven, administraven i impartien justícia civil i criminal. El segon any, com procònsols i propretors, és a dir amb el càrrec prorrogat, anaven a encarregar-se del comandament a les províncies. Els procònsols i propretors o pretors provincials es barrejaven en els assumptes de justícia i administració de les ciutats, pronunciaven penes capitals, derogaven els actes dels Consells Locals, i en temps de guerra disposaven de les milícies locals al seu arbitri, car cada ciutat tenia fixat un contingent que havia de facilitar a l'exèrcit com auxiliars.
Els habitants de les províncies estaven exempts del servei militar, encara que eren normalment reclutats com a voluntaris en ser insuficient el nombre de reclutes amb ciutadania. Juli Cèsar no va modificar bàsicament el sistema, si bé es va anul·lar el comandament dels cònsols en funcions, i es va concedir el comandament ple al governador provincial. Les províncies van ser repartides entre els dos cònsols sortints i els setze pretors sortints (vuit d'ells nomenats pel mateix Cèsar) però designant l'Imperator les províncies que cadascun havia d'ocupar. Al costat d'ells va col·locar diversos càrrecs auxiliars sota dependència directa d'ell mateix, assumint els oficials militars (dels quals Cèsar era comandant suprem) funcions de vigilància.
Durant l'imperi d'August es va establir un sistema de províncies senatorials o públiques, governades pels càrrecs sortints (procònsols senatorials), i províncies imperials, governades per llegats imperials designats per l'emperador.
Després del governador provincial, el càrrec següent en importància era el de qüestor, encarregat de les finances. A les províncies senatorials es denominava qüestor provincial i tenia per damunt al procònsol. A les províncies imperials es denominava qüestor procònsol i tenia per damunt al llegat imperial.
Els càrrecs auxiliars del procònsol, del llegat imperial i del qüestor o qüestor procònsol constituïen l'officium.
L'administració de justícia per a casos importants, s'efectuava a les capitals de districte (civitas conventus), per la qual cosa les províncies romanes estaven subdividides en els anomenats Convents jurídics.
Les funcions del governador provincial eren variades i van augmentar progressivament amb l'accés dels habitants a la ciutadania i de les ciutats a l'estatut de colònia o municipi. Per auxiliar-los en aquests funcions es van crear les figures dels intendents de la Ciutat (Curator rei publicae) o curadors, que al principi eren de procedència senatorial o eqüestre encara que més tard el càrrec va passar a funcionaris locals de rang inferior, encarregats de supervisar les finances i els assumptes financers d'una ciutat o grup de ciutats, i que eren de designació imperial.
Part de les funcions judicials del governador van ser passant a procuradors, sobretot les relatives als deutes al fiscus imperial. En temps d'Adriano es va desenvolupar la figura de l'Advocatus Fiscii (Advocat de la hisenda imperial), les funcions del qual van ser exercides essencialment per cavallers o per funcionaris locals. Els procuradors, designats pel Senat a les províncies senatorials, i per l'emperador en les imperials, van assumir progressivament funcions judicials incloent-hi l'administració de justícia criminal.
Les bases legals del govern provincial era:
- La Lex Provinciae, un estatut promulgat al fundar-se la respectiva província, que regulava les constitucions, la condició jurídica, els privilegis, les lleis i els territoris de les ciutats.
- L'Edicte promulgat pel mateix governador a la seva arribada, declarant els principis de la seva administració en temes judicials.

Les ciutats disposaven d'un territori al voltant, amb diverses aldees menors dependents (vicus). Comptaven amb un consell municipal i elegien els seus propis magistrats. Quan es creava una civitas o se li concedia aquest estatus, d'entre els seus ciutadans havien de sortir un nombre suficient de Consellers (anomenats decurions o curials). Les aldees (vicus) podien tenir funcionaris i a vegades fins i tot consellers propis.
El cens quinquennal, seguint el model romà, va ser establert per a totes les ciutats
Al costat de les ciutats sotmeses en els seus diversos graus (confederades), algunes de les quals gaudien del dret llatí o italià i s'assemblaven als municipis o colònies (i eren fins i tot anomenades municipis en alguns casos), estaven les ciutats que gaudien de la ciutadania romana (municipis), i les colònies de dret llatí (municipis virtuals). Algunes ciutats van tenir el títol jurídic de colònia merament nominal, que es conservava pel seu antic prestigi. La pertinença a un territori, en aquest cas una província, no constituïa cap situació jurídica, car la condició de la persona en el dret romà, no estava lligada al territori, sinó a una ciutat, ja que el dret romà efectuava els "contractes" o pactes, amb ciutats o bé amb grups assimilables a una ciutat (aquest contracte, conegut per foedus, establia l'autonomia local i les prestacions a les quals estava sotmesa la ciutat).
En moltes ciutats els comandants militars van ser designats membres dels consells locals i van exercir altres funcions administratives.
La progressiva extensió del dret llatí i de la ciutadania romana, va tendir a assimilar a totes les ciutats provincials.
El terreny públic a províncies (Ager publicus) era immens. Tot terreny no concedit per disposició expressa a ciutats o particulars era considerat terreny públic i els seus posseïdors locals sol tenien el títol d'ocupants hereditaris tolerats i com precaris, encara que finalment la seva propietat va ser reconeguda. Alguns dels terrenys de l'Estat a les províncies estaven arrendats per a pastures o camps de cultiu (l'arrendatari pagava el 10% del producte). L'explotació de boscos, mines, ports, salines, etc. era confiada sovint a societats d'intermediaris (Publicani).
Tot provincial acusat tenia el deure presentar-se personalment a Roma, si era requerit, per respondre allí a una acusació.
Totes les poblacions que gaudien del dret de ciutadania (principalment municipis) i les colònies romanes que es trobaven en igualtat de condicions que les ciutats d'Itàlia de la mateixa manera que aquestes, administraven els seus assumptes. Les ciutats de dret llatí tenien administració pròpia i un dret il·limitat de jurisdicció. El procònsol solament intervenia en virtut del seu poder de registre (que era arbitrari). Les ciutats confederades també gaudien d'una administració local autònoma i podien disposar d'un sistema judicial propi.
El dret civil romà basat en les Dotze Taules i adaptat amb els temps (amb l'Imperi era un dret no escrit o consuetudinari) regia a les províncies. Aquest dret "comú" (subsidiari davant els estatuts d'àmbit provincial o local) es va estendre a tots els casos jutjats fora del petit àmbit local. Així s'aplicava entre romans, entre un romà i un no romà, i entre no romans amb diferent dret.

## Organització territorial de Dioclecià
Per acabar amb la Crisi del segle iii, a partir de Dioclecià, l'imperi tingué una nova organització administrativa, que fou perfeccionada en temps de Constantí. L'imperi es dividí en dues grans demarcacions: Orient i Occident, amb dues prefectures cadascuna, governades per prefectes del pretor. Les prefectures es dividien en diòcesis, dotze en total, al davant de les quals hi havia els vicaris. Les diòcesis contenien diverses províncies, i aquestes estaven dividides en districtes i ciutats. Els convents judicials de l'època anterior van desaparèixer.

## Divisió provincial després de Teodosi

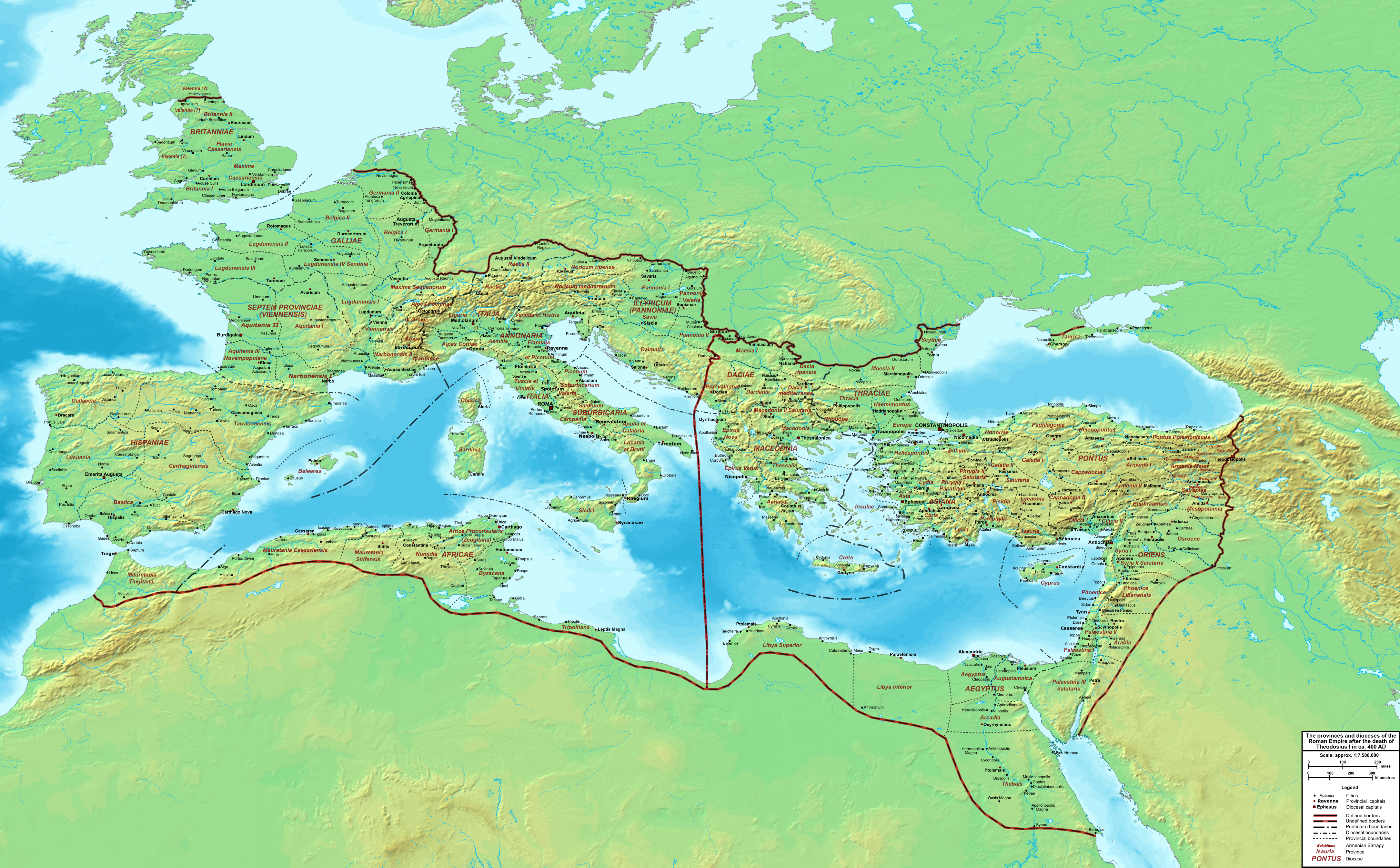
Divisió administrativa de l'Imperi Romà durant el, després de la mort de Teodosi I el Gran.

L'Imperi Romà es va dividir el 395 en Imperi Romà d'Occident i Imperi Romà d'Orient. En aquell moment els magistrats romans d'Orient es dividien en tres classes: il·lustres, Spectabiles i Clarissimi. Els rangs inferior on eren els que no havien arribat a la dignitat senatorial eren els Perfectissimi i els Egregis.
El grau superior eren els senadors o distincions superiors. El rang de senador només podia ser conferit a aquells que havien estat cònsols, patricis, als prefectes imperials, al prefecte de Roma i al de Constantinoble, als magisters generals de la infanteria i la cavalleria, i als set ministres de palau que hagueren exercit funcions amb relació a la persona de l'emperador.
El cònsols conservaven el més alt rang de l'estat; el títol de patrici no era hereditari sinó personal i el donava l'emperador. El prefectes imperials eren els més alts magistrats de províncies.
Hi havia 116 províncies de les quals 3 eren governades o depenien en segon terme de procònsols; 37 eren consulars; 5 correccionals (correctores); i 71 presidencials (praeses). El cap provincial portava l'administració de justícia i les finances.
Militarment hi havia 8 magisters general (màxim grau militar) de cavalleria i infanteria dels que depenien 35 comandants militars (3 a Britànnia, 6 a la Gàl·lia, 1 a Hispània, 1 a Itàlia, 5 a l'alt Danubi, 4 al baix Danubi, 8 a Àsia, 3 a Egipte, i 4 a l'Àfrica, la majoria dels quals portaven el títol de dux o comes (comte) que obtenien per distinció. Hi havia 583 estacions o guarnicions, quasi totes a les zones de frontera i amb un total de 645.000 soldats, molts d'ells auxiliars bàrbars.
L'administració política corresponia a set grans oficials de la cort:
- L'eunuc, prepòsit o prefecte, pels afers quotidians de l'emperador.
- Magister officium, dirigent suprem de palau.
- Questor, equivalent a un canceller.
- Comte de les donacions sagrades, cap d'hisenda.
- Comte de les propietats privades, administrant les propietats imperials.
- Comte dels domèstics, cap de la guàrdia (7 batallons de 500 homes cadascun).

## Llista de les províncies romanes
- 241 aC - Sicília, província propretorial (senatorial a partir del 27 aC)
- 231 aC - Còrsega i Sardenya, província propretorial (senatorial a partir del 27 aC)
- 203 aC - Gàl·lia Cisalpina, província propretorial (unida amb Itàlia als voltants del 42 aC)
- 197 aC - Hispània Citerior i Hispània Ulterior, província propretorial (imperials a partir del 27 aC)
- 167 aC - Il·líria, província propretorial (imperial a partir del 27 aC)
- 146 aC - Macedònia, província propretorial (senatorial a partir del 27 aC)
- 146 aC - Àfrica, província propretorial (senatorial a partir del 27 aC)
- 129 aC - Àsia, província propretorial (senatorial a partir del 27 aC)
- 120 aC - Gàl·lia Transalpina (més endavant Gàl·lia Narbonesa), província propretorial (senatorial a partir del 27 aC)
- 74 aC - Bitínia, província propretorial (senatorial a partir del 27 aC)
- 74 aC - Creta i Cirene, província propretorial (senatorial a partir del 27 aC)
- 64 aC - Cilícia i Xipre, província propretorial (senatorial a partir del 27 aC)
- 64 aC - Síria, província propretorial (senatorial a partir del 27 aC)
- 51 aC - Gàl·lia Comata (dividida el 22 aC)
- 30 aC - Egipte, propietat personal d'August, amb un governant especial anomenat Praefectus Aegypti
- 29 aC - Mèsia, província propretorial (imperial a partir del 27 aC)